# Parafia Najświętszego Serca Pana Jezusa w Grzybnie
Parafia Najświętszego Serca Pana Jezusa w Grzybnie – parafia rzymskokatolicka, znajdująca się w diecezji toruńskiej, w dekanacie Jabłonowo Pomorskie.
Na obszarze parafii leżą miejscowości: Grzybno, Drużyny, Kruszyny Szlacheckie, Wichulec - część.